# Kantiba
Kantiba (amharisch ከንቲባ) war einer der ältesten und wichtigsten Titel in der Staatsverwaltung des Kaiserreichs Abessinien.
Er wurde im 15. und 16. Jahrhundert vom Negus an die Verwalter von Ober- und Unter-Hamasen, später auch von Dambiya verliehen. Im 17. Jahrhundert setzte der Kantiba auch die lokalen Steuern fest. Später verlor der Titel seine Bedeutung in Nordäthiopien vollständig, wurde dafür nun aber an die Verwalter der Stadt Gonder verliehen. Der letzte Negus Haile Selassie (1930–1974) verlieh den Titel nur noch an die Bürgermeister von Addis Abeba, Asmara und Gonder sowie die Verwalter einiger bestimmter Gebiete (zum Beispiel Mensa und Dambiya). 